# 刘康 (足球教练)
刘康（1961年2月16日—2013年3月29日），男，中国足球运动员和教练员。

## 足球生涯
刘康的球员生涯都是在家乡球队广州白云度过。1990年，他退役后成为一名教练，先后执教过广州的两支职业球队广州松日和广州吉利，有广州队的“救火英雄”之称。

## 逝世
2012年12月，刘康被查出患有肺癌。2013年3月29日，他在广州逝世，享年52岁。